# Thenay, Loir-et-Cher
Thenay är en kommun i departementet Loir-et-Cher i regionen Centre-Val de Loire i de centrala delarna av Frankrike. Kommunen ligger i kantonen Montrichard som tillhör arrondissementet Blois. År 2018 hade Thenay 914 invånare.

## Befolkningsutveckling
Antalet invånare i kommunen Thenay
| Referens: INSEE |